# العلاقات البرازيلية الغابونية
العلاقات البرازيلية الغابونية هي العلاقات الثنائية التي تجمع بين البرازيل والغابون.

## مقارنة بين البلدين
هذه مقارنة عامة ومرجعية للدولتين:
| وجه المقارنة                                              | البرازيل | الغابون                        |
| --------------------------------------------------------- | --- | ------------------------------ |
| المساحة (كم2)                                             | 8.52 مليون | 267.67 ألف                     |
| عدد السكان (نسمة)                                         | 202.66 مليون | 2.03 مليون                     |
| الكثافة السكانية (ن./كم²)                                 | 23.79 | 7.58                           |
| العاصمة                                                   | برازيليا، ريو دي جانيرو | ليبرفيل                        |
| اللغة الرسمية                                             | برتغالية برازيلية، Brazilian Sign Language ‏ | لغة فرنسية                     |
| العملة                                                    | ريال برازيلي، كروزيرو ريال برازيلي ‏، كروزيرو البرازيلية (1990–1993)، البرازيلي كروزادو نوفو، كروزادو برازيلي، cruzeiro ‏، كروزيرو البرازيلية (1942–1967)، الريال البرازيلي (قديم) | فرنك وسط أفريقي                |
| الناتج المحلي الإجمالي (بليون دولار)                      | 2.06 تريليون | 14.62 مليار                    |
| الناتج المحلي الإجمالي (تعادل القوة الشرائية) بليون دولار | 3.22 تريليون | 34.65 مليار                    |
| الناتج المحلي الإجمالي الاسمي للفرد دولار أمريكي          | 8.54 ألف | 8.27 ألف                       |
| الناتج المحلي الإجمالي للفرد دولار أمريكي                 | 15.89 ألف | 19.43 ألف                      |
| مؤشر التنمية البشرية                                      | 0.754 | 0.684                          |
| رمز المكالمات الدولي                                      | +55 | +241                           |
| رمز الإنترنت                                              | .br | .ga                            |
| المنطقة الزمنية                                           | | ت ع م+01:00، توقيت غرب أفريقيا |

## منظمات دولية مشتركة
يشترك البلدان في عضوية مجموعة من المنظمات الدولية، منها:
| علم المنظمة | اسم المنظمة                        | تاريخ انضمام البرازيل | تاريخ انضمام الغابون |
| ----------- | ---------------------------------- | --------------------- | -------------------- |
|             | يونسكو                             | 4 نوفمبر 1946         | 16 نوفمبر 1960       |
|             | الفريق المعني برصد الأرض           | ?                     | ?                    |
|             | مؤسسة التمويل الدولية              | 31 ديسمبر 1956        | 20 أكتوبر 1970       |
|             | منظمة حظر الأسلحة الكيميائية       | ?                     | ?                    |
|             | مؤسسة التنمية الدولية              | 15 مارس 1963          | 4 نوفمبر 1963        |
|             | منظمة التجارة العالمية             | ?                     | ?                    |
|             | وكالة ضمان الاستثمار متعدد الأطراف | 7 يناير 1993          | 26 مارس 2003         |
|             | الاتحاد البريدي العالمي            | ?                     | ?                    |
|             | الاتحاد الدولي للاتصالات           | 4 يوليو 1877          | 28 ديسمبر 1960       |
|             | منظمة الشرطة الجنائية الدولية      | ?                     | ?                    |
|             | الأمم المتحدة                      | 24 أكتوبر 1945        | 20 سبتمبر 1960       |
|             | البنك الدولي للإنشاء والتعمير      | 14 يناير 1946         | 10 سبتمبر 1963       |
|             | البنك الإفريقي للتنمية             | ?                     | ?                    |

## وصلات خارجية
- موقع وزارة الخارجية البرازيلية